# 밀번 모란트

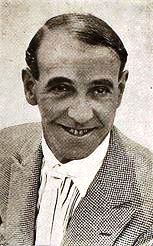

밀번 모란트(Milburn Morante, 1887년 4월 6일 ~ 1964년 1월 28일)는 미국의 배우, 영화 감독이다.
샌프란시스코에서 태어났다.

## 영화
- 화이트 고릴라 (1945년)
- 딕 트레이시 (1937년)
- 루틴 투틴 리듬 (1937년)
- 울프 블러드 (1925년)